# Федірці
Фе́дірці — місцевість Харкова, колишнє село Харківського району, підпорядковувалося Пономаренківській сільській раді.
6 вересня 2012 року Верховна Рада України прийняла постанову «Про зміну і встановлення меж міста Харків, Дергачівського і Харківського районів Харківської області», згідно з якою територія села була включена в межі міста Харкова.
5 березня 2013 року рішенням Харківської обласної ради виключене з облікових даних.